# Lunds Stadsorkester
Lunds Stadsorkester är en svensk halvprofessionell symfoniorkester med 75 medlemmar, där 15 lärare vid Kulturskolan i Lund ingår som en del av tjänsten och utgör stommen i orkestern. Övriga deltagare är fritidsmusiker, musiklärare vid andra musikskolor, musikhögskolestuderande och professionella musiker. Konstnärlig ledare är Samuli Örnströmer. Konserter ges för närvarande på Rotundan i Folkparken Lund omkring 5-6 gånger per år. Ibland tar orkestern in solister. Orkestern fick sitt nuvarande namn 1965 då Lunds kommun tog över ansvaret från Lunds orkesterförening som bildades 1929. Orkestern har också en stödförening som kallas Lunds Stadsorkesters Vänner och bildades 1987.